# Hopping Hill
Hopping Hill – wieś w Anglii, w hrabstwie Derbyshire, w dystrykcie Derbyshire Dales. Leży 10 km na północ od miasta Derby i 191 km na północny zachód od Londynu.